# Praxeologie (Sozialtheorie)
Die Praxeologie (auch Praxistheorie, zuweilen ist auch von einem practice oder practical turn die Rede) ist eine soziologische und philosophische Sozial- und Kulturtheorie (bzw. eine Gruppe sozialtheoretischer Überlegungen), die das Soziale versteht als von Körpern ausgeführte Praktiken.
Die Praxeologie ist damit einerseits eine Mikrosoziologie in dem Sinne, dass sie das Soziale („Gesellschaft“ und Kultur) nicht mit Bezug auf „entkörperlichte“ Strukturen denkt (klassischer Strukturalismus), sondern dessen Gemachtheit in alltäglichen Handlungen betont, als etwas, das „getan“ werden muss („doing culture“, vgl. auch Handlungstheorie). Sie gehört zu den konstruktivistischen Kulturtheorien, wendet sich aber auch gegen in den Kultur- und Sozialwissenschaften sonst häufig anzutreffende Vorstellungen, die das Soziale von – immateriellen – Ideen, Weltbildern, Normensystemen oder sprachlicher Kommunikation her verstehen, und damit auch gegen den linguistic turn. Für die Praxeologie ist die Körperlichkeit der Praktiken und die Materialität der Kontexte einschließlich ihrer Artefakte entscheidend – Praktiken sind Aktivitäten des Körpers in einer materiellen Umwelt (vgl. auch material turn und neuer Materialismus).
Praktiken müssen aus praxistheoretischer Perspektive vom Handelnden nicht notwendigerweise intendiert werden, sondern erstrecken sich auch auf dasjenige alltägliche Verhalten, das nicht oder nicht mehr bewusst reflektiert wird, weil es mithilfe von implizitem Wissen oder Körperwissen mehr oder weniger automatisch, routiniert (also empraktisch) abläuft, wie beispielsweise die Fingergriffe beim Schreiben auf einer Computertastatur. Damit wendet sich die Praxistheorie von vor allem in den Wirtschaftswissenschaften häufig formulierten rationalistischen und subjektivistischen Modellen (wie der zufällig ebenfalls als „Praxeologie“ bezeichneten Konzeption von Ludwig von Mises und auch dem Modell des homo oeconomicus generell) ab, die von rationalen, bewusst und intentional handelnden Akteuren ausgehen (rational choice). Weil die meisten dieser Praktiken trotzdem erlernt sind, geht die Praxeologie von der historischen und kulturellen Spezifität von Praktiken – und damit des Sozialen – aus. Praktiken wandeln sich beständig, womit die Praxeologie auch für die Geschichtswissenschaften interessant wird. Auch in der neueren Ethnologie, Sozial- und Kulturanthropologie wird häufig praxeologisch argumentiert und geforscht.

## Herkunft und Entwicklungstendenzen
Die Praxeologie geht auf verschiedene theoretische Überlegungen und empirische Beobachtungen zurück und führt verschiedene Theoretiker und Strömungen als ihre Ahnherren an. Zu den wichtigsten gehört die mikrosoziologische amerikanische Tradition im Gefolge von Alfred Schütz, vor allem Harold Garfinkels Ethnomethodologie und Erving Goffmans Rollentheorie. Ebenso häufig wird Pierre Bourdieus Praxistheorie angeführt, wie er sie vor allem in seinem 1972 zuerst erschienenen Entwurf einer Theorie der Praxis auf der Grundlage der kabylischen Gesellschaft entworfen hat. Weitere Bezugspunkte sind Anthony Giddens’ Strukturierungstheorie, der französische Poststrukturalismus (Michel Foucault, aber auch Gilles Deleuze), Judith Butlers Performanztheorie der Geschlechter, Gilbert Ryles Praxisphilosophie und das Spätwerk Ludwig Wittgensteins mit seinen Überlegungen zu „Sprachspielen“ und zu Wissen als Können (vor allem von Theodore Schatzki angeführt, der auch Martin Heideggers Verständnis des Daseins als „In-der-Welt-sein“ als Anregung nennt).
Neben diesen theoretischen und philosophischen Einflüssen gehen wesentliche Anregungen auf die empirischen Forschungen der Wissenschaftssoziologie zurück, die sich in den 1970er und 1980er Jahren verstärkt dem Labor als Handlungsfeld zuwandte. Für die Beobachtung von Wissenschaftlern beim Produzieren von Wissen und Wahrheit erwies es sich als notwendig, deren körperliche Handlungen sowie ihre technischen Instrumente ernstzunehmen. Wichtige Forscher waren hier etwa Karin Knorr-Cetina und Trevor Pinch. Aus diesem Kontext kommt auch die maßgeblich von Bruno Latour, Michel Callon und John Law entwickelte Akteur-Netzwerk-Theorie, die viele praxeologische Überlegungen enthält.
Neben Schatzki und Knorr-Cetina, die in einem 2001 erschienenen Band The Practice Turn in Contemporary Theory ausriefen und damit die Debatte maßgeblich beeinflussten, sind im englischsprachigen Bereich besonders Sherry Ortner und Elizabeth Shove als Vertreterinnen zu nennen. In der deutschsprachigen Soziologie hat insbesondere Andreas Reckwitz zur theoretischen Positionierung der Praxeologie beigetragen.
Die bevorzugte Methode praxeologischer Soziologen und Ethnologen ist die der Ethnografie, die über teilnehmende Beobachtung und Interviews die Praktiken eines bestimmten Feldes dicht beschreibt.
In der deutschsprachigen Geschichtswissenschaft haben insbesondere Thomas Welskopp und Sven Reichardt die Praxeologie als Forschungsmethode etabliert.